# Martin Pecina
Martin Pecina (* 9. července 1968 Český Těšín) je český úředník, politik a manažer, v letech 2009–2010 ministr vnitra ve Fischerově vládě a od července 2013 do ledna 2014 znovu v Rusnokově vládě, jíž byl také místopředsedou. Od května 2010 do března 2011 byl poslanec Parlamentu České republiky za Českou stranu sociálně demokratickou. Mandátu se vzdal po zvolení Bohuslava Sobotky předsedou strany pro odlišný pohled na stranickou politiku. V lednu 2013 ze strany odešel, později začal spolupracovat se SPOZ. V letech 2005–2009 byl předsedou Úřadu na ochranu hospodářské soutěže, v letech 2003–2005 náměstek ministra průmyslu.

## Profesní kariéra
Vystudoval strojní fakultu Vysoké školy báňské v Ostravě. Živil se jako programátor a byl též manažerem firmy Hutní projekt Frýdek-Místek. Byl členem ODS, později jako nestraník kandidoval za Českou stranu sociálně demokratickou, za kterou byl zvolen do Poslanecké sněmovny. V letech 2003 až 2005 náměstkem ministra průmyslu a obchodu pro oblast nerostných surovin, energetiky a hutnictví. Byl též členem dozorčí rady energetické společnosti ČEZ a předsedou komise pro privatizaci Vítkovice Steel. Za svou práci v pozici náměstka získal cenu Ropák roku 2004.
Od 2. září 2005 byl předsedou Úřadu pro ochranu hospodářské soutěže, a v této souvislosti se vzdal členství v ČSSD. V květnu 2009 se stal ministrem vnitra v úřednické vládě Jana Fischera.
Jeho parlamentní kariéra nebyla dlouhá. Poslanecký mandát získal v květnových volbách 2010. Když mu však nebyl zajištěn zpětný návrat do exekutivy, mandátu se vzdal. Na uvolněné místo poslance nastoupil další v pořadí na kandidátní listině – Jiří Dienstbier mladší – ale i on jen na krátký čas, neboť byl mezitím zvolen senátorem, ke kterémuž mandátu cítil přímý závazek a dal mu přednost. Martin Pecina odešel z aktivní, vysoké politiky. V lednu 2013 vystoupil z ČSSD, v březnu téhož roku avizoval možnost, že vstoupí do SPOZ.
Do července 2013 byl generálním ředitelem Vítkovice Power Engineering. Poté byl ministrem vnitra ve vládě Jiřího Rusnoka. Dne 29. srpna 2013 vstoupil k SPOZ. Ve volbách do Poslanecké sněmovny PČR v roce 2013 kandidoval v Moravskoslezském kraji jako lídr SPOZ, ale neuspěl.
V květnu 2023 kandidoval na prezidenta Hospodářské komory ČR, ale ve volbě ho porazil Zdeněk Zajíček v poměru 64 ku 190 hlasům. V říjnu téhož roku se stal expertem hnutí SPD v oblasti bezpečnosti, migrace, krizového řízení a bezpečnostních sborů.

## Kritika setkání s Andrejem Babišem
Česká televize v červenci 2008 zveřejnila informaci o setkání Martina Peciny a agrochemickým magnátem Andrejem Babišem. Kamera zachytila schůzku, která proběhla koncem května v autocentru na pražském Chodově. Pecinův úřad přitom tehdy prověřoval žádost Babiše o expanzi konglomerátu jeho firem. Podle právníků oslovených ČT bylo nestandardní místo jednání minimálně etický problém.

## Ministr vnitra v Rusnokově vládě
Na konci června 2013 jej oslovil designovaný premiér Jiří Rusnok s nabídkou postu ministra vnitra v jeho vládě. Nabídku 25. června 2013 přijal. Prezident Miloš Zeman jej do funkce jmenoval 10. července 2013.
Dne 3. prosince 2013 Pecina vrátil do funkce policejního prezidenta Petra Lessyho, který byl v srpnu 2012 této funkce zbaven Pecinovým předchůdcem Janem Kubicem pro zneužití pravomoci úřední osoby a pomluvu. Lessy však byl v květnu 2013 obžaloby zproštěn, odvolací pražský městský soud pak trestní řízení zcela zastavil s argumentem, že ve stejné věci již bylo rozhodnuto v kázeňském řízení. Jeho opětovným jmenováním však vzniklo dvojvládí v čele policie. Toho času úřadující policejní prezident Martin Červíček se funkce odmítl dobrovolně vzdát, 6. ledna 2014 však poradní komise ministra vnitra doporučila Červíčka odvolat. Následujícího dne se tak stalo a jediným policejním prezidentem se tak stal Lessy.

## Účast v antisemitské diskuzi
V roce 2014 jako soukromá osoba odsoudil na facebookové diskuzi prohlášení Federace židovských obcí distancující se od případné návštěvy ruského prezidenta Vladimira Putina v Česku během připomínky Mezinárodního dne památky obětí holocaustu. V diskuzi se vyskytovaly hrubé antisemitské útoky, které bývalý ministr neodsoudil. Pecina však účast v diskusi tak, jak byla otištěna, odmítá a článek v novinky.cz označil za zmanipulovaný. Diskuse se zúčastnil, ale antisemitské příspěvky byly dodatečně připojeny k jeho vyjádření.[zdroj?]

## Koupě hutí Liberty Ostrava
V červenci 2025 uvedl mediální zástupce insolvenčního správce Liberty Ostrava, že Pecina jako jediný zájemce kupuje přes své společnosti zkrachovalou hutnickou firmu Liberty Ostrava.